# أورتستوك
أورتستوك (بالإنجليزية: Ortstock)‏ هو أحد جبال سلسلة جبال الألب غلاروس ويقع في كانتون غلاروس/كانتون شفيتس في سويسرا. يحتل المرتبة رقم 289 في قائمة جبال سويسرا من حيث الارتفاع، إذ يبلغ ارتفاعه حوالي 2716 متر، بينما يبلغ ارتفاع نتوء الجبل 538 متر.